# Эскортные миноносцы типа «Клод Джонс»
Эскортные миноносцы типа «Клод Джонс» — серия из четырёх эскортных миноносцев, построенных для ВМС США в конце 1950-х годов. Эти корабли представляли собой дизельный вариант более ранних эскортных миноносцев типа «Дили» и были разработаны с целью создания более дешёвого корабля, пригодного для быстрого производства в военное время. Корабли имели более слабое вооружение и меньшую скорость по сравнению с предшественниками. ВМС США не считали их эффективными противолодочными кораблями, и они после 15 лет службы были проданы ВМС Индонезии.

## Описание
Корабль был разработан в рамках проекта SCB 131 как экономичная версия корабля противолодочной обороны (ПЛО), который можно было быстро построить в случае мобилизации. Имел стандартное водоизмещение 1335 т, полное водоизмещение 1947 т, максимальную длину 95,1 м, длину по ватерлинии 91,7 м. ширину 11,6 м и осадку 3,9 м. Был оборудован алюминиевой надстройкой, трёхногой фок-мачтой, шестовой грот-мачтой и двумя трубами.
Чтобы добиться максимальной топливной эффективности, конструкторы выбрали двухвальную дизельную энергетическую установку.  На кораблях было установлено четыре дизельных двигателя Fairbanks Morse 38ND8 мощностью 9200 л.с., которые обеспечивали дальность 7000 морских миль на скорости 12 узлов и максимальную скорость 22 узла.
Корабли изначально были вооружены двумя 76-мм/50 орудиями, одно на носу в установке башенного типа, а другое — в корме в установке открытого типа. В качестве противолодочного вооружения были установлены два стреляющих вперёд бомбомёта «Hedgehog», два стационарных 324-мм торпедных аппарата с торпедами Mk 32 и один сбрасыватель для глубинных бомб, размещенный на корме. Стационарные торпедные аппараты позже были сняты и заменены двумя поворотными трёхтрубными. В 1961 году «Чарльз Берри» и «МакМоррис» получили разработанную Норвегией систему реактивных глубинных бомб Terne III.
При постройке корабли были оборудованы буксируемой ГАС, обзорными РЛС AN/SPS-10 и AN/SPS-6 и внутрикорпусной ГАС AN/SQS-29/32. Позднее буксируемая ГАС была удалена. Численность экипажа составляла 175 человек (из них 15 офицеров) . Корабли были прохладно приняты на флоте, в результате чего конструкторы вернулись к ранее проверенным решениям, в результата чего появилась серия фрегатов типа  «Бронштейн». 

### Передача Индонезии
Все четыре корабля этого типа в 1973–1974 годах были переданы ВМС Индонезии. В Индонезии с кораблей Самадикун (бывший Джон Р. Перри) и Мартадината (бывший Чарльз Берри) удалили одно из трехдюймовых орудий, установив вместо него советские спаренные 37-мм и 25-мм орудия. Монгинсиди (бывший Клод Джонс) и Нгурах Рай (бывший МакМоррис) сохранили оба 76-мм орудия и получили дополнительно сдвоенные 25-мм орудия. 

## Состав серии
| Эскортные миноносцы типа «Клод Джонс» |           |                              |            |            |            |            |                          |           |                 |                 |
| Название в ВМС США                    | № корпуса | Верфь                        | Заложен    | Спущен     | В ВМС США  | В ВМС США  | Название в ВМС Индонезии | № корпуса | В ВМС Индонезии | В ВМС Индонезии |
| Название в ВМС США                    | № корпуса | Верфь                        | Заложен    | Спущен     | В строю    | Продан     | Название в ВМС Индонезии | № корпуса | В строю         | Списан          |
| «Клод Джонс»                          | DE-1033   | Avondale Shipyards, Луизиана | 01.06.1957 | 27.05.1958 | 16.11.1958 | 16.12.1974 | Монгинсиди               | 343       | 1974            | 2003            |
| «Джон Р. Перри»                       | DE-1034   | Avondale Shipyards, Луизиана | 01.10.1957 | 29.07.1958 | 12.01.1959 | 20.02.1973 | Самадикун                | 341       | 1973            | 2003            |
| «Чарльз Берри»                        | DE-1035   | Avondale Shipyards, Луизиана | 03.09.1957 | 17.03.1959 | 25.11.1960 | 31.01.1974 | Мартадината              | 342       | 1974            | 2003            |
| «Макморрис»                           | DE-1036   | Avondale Shipyards, Луизиана | 01.10.1957 | 26.05.1959 | 04.03.1960 | 16.12.1974 | Нгурах Рай               | 344       | 1974            | 2003            |

## Данные из «Jane's World Fighting Ships»

### 1960[7]
- Водоизмещение:
  - лёгкое: 1315 т
  - стандартное: 1450 т
  - полное: 1750 т
- Размерения:
  - Длина: 95,1 (макс)
  - Ширина: 11,9 м
  - Осадка: 3,02 м (средняя); 4,34 (макс)
- Артиллерия:
  - 2х76-мм/50 двойного назначения, носовая в башне, кормовая открытая.
- Оружие ПЛО:
  - 2 Hedgehog, стрельба по курсу;
  - 1 бомбосбрасыватель
- Двигательная установка:
  - 4 дизеля Fairbanks-Morse с редуктором;
  - 1 вал
- Экипаж: 175 чел.
- Дальность плавания: 7000 миль.

### 1961[8]
На «Charles Berry» и «McMorris»  установлены норвежские противолодочные ракетные пусковые установки Terne III. 
Работы проводились в 1961 году на верфи Long Beach Naval Shipyard.
Terne III установлены вместо Hedgehog.

### 1964[10]
В 1964 году на «Charles Berry» и «McMorris» демонтированы противолодочные ракетные пусковые установки Terne III. 

### 1967[10]
- Размерения:
  - Длина: 94,5 (макс)
  - Ширина: 11,3 м
  - Осадка: 5,5 (макс)
- Оружие ПЛО:
  - 2 Hedgehog, стрельба по курсу;
  - 2 × 3 ТА для противолодочных торпед
- Скорость: 21 уз. (макс)

### 1972[9]
- Оружие ПЛО:
  - 2 × 3 ТА Mk 32 для противолодочных торпед.
- Двигательная установка:
  - 4 дизеля Fairbanks-Morse с редуктором;
  - 9200 л.с.;
  - 1 вал.
- Скорость: 22 уз. (макс).
- Экипаж: 175 чел. (15 офицеров. 160 матросов).

На «Charles Berry» и «John R. Perry» демонтированы кормовые 76-мм пушки для установки буксируемой ГАС.
На кораблях имеются обзорные радары SPS-10 и SPS-6 или SPS-12 и внутрикорпусные ГАС SQS-29/32.
На «Charles Berry» имеется буксируемая ГАС, на «John R. Perry» демонтирована.

### 1973[11]
- Артиллерия:
  - 2 × 76-мм/50 двойного назначения, носовая в башне, кормовая открытая (все, кроме «Charles Berry»);
  - 1 × 76-мм/50 двойного назначения, носовая в башне («Charles Berry»);

20.02.1973 «John R. Perry» (DE 1034) передан ВМС Индонезии.

### 1974[12]
31.01.1974 «Charles Berry» (DE 1035) передан ВМС Индонезии.
SAMADIKUN (бывший «John R. Perry», DE 1034): радары SPS-6 и SPS-10, ГАС SQS-29.

### 1975[13]
16.12.1974 «Claude Jones» (DE 1033) и «McMorris» (DE 1036) переданы ВМС Индонезии.

### 1978[14]
- Артиллерия:
  - 341, 342:
    - 1 × 76-мм/50 Mk 34 двойного назначения, носовая в башне.
    - 2 × 2 × 37-мм (бывшая советская);
    - 2 × 2 × 25-мм (бывшая советская);

  - 343, 344:
    - 2 × 76-мм/50 Mk 34 двойного назначения, носовая в башне, кормовая открытая
    - 2 × 2 × 25-мм (бывшая советская);

  - СУО Mk 70 для 76-мм орудий.
- Электронное оборудование:
  - РЛС обзора: SPS-6;
  - РЛС управления огнём: SPS-10;
  - Внутрикорпусная ГАС: SQS-29/32.

Демонтированы средства электронного противодействия.

### 1984[15]
Модернизация на Subic Bay 1979-82 гг.
- Водоизмещение: 
  - стандартное: 1450 т
  - полное: 1755/1968 т
- Размерения:
  - Длина: 95,1 (макс)
  - Ширина: 11,8 м
  - Осадка: 5,5 м (макс)
- Артиллерия:
  - 1 × 76-мм/50 Mk 34;
  - 2 × 2 × 37-мм;
  - 2 × 2 × 25-мм.
- Оружие ПЛО:
  - 2 × Hedgehog;
  - 2 × 3 × 324-мм ТА.
- Электронное противодействие:
  - WLR-1C (кроме «Samadikun»);
- Двигательная установка:
  - 4 дизеля Fairbanks-Morse 38ND 8 1/8, 9200 л.с., 1 вал;
- Экипаж: 168 чел. (13 офицеров);
- Скорость: 22 уз.
- Дальность плавания: 4000 миль (15 уз.).
- Системы управления огнём:
  - Артиллерия: Mk 51;
- РЛС: 
  - Обзор воздух: Westinghouse SPS-6E, диапазон D, дальность 146 км;
  - Обзор поверхности: Raytheon SPS-5E;
  - Обзор поверхности: Raytheon SPS-4 («Ngurah Rai»);
  - Навигация: Decca;
- ГАС: 
  - SQS-41V («Samadikun»);
  - SQS-45V («Martadinata»);
  - SQS-39V («Monginsidi»);
  - SQS-42V («Ngurah Rai).

### 1991[16]
- Водоизмещение:
  - стандартное: 1720 т
  - полное: 1968 т
- Размерения:
  - Длина: 95,1 (макс)
  - Ширина: 11,8 м
  - Осадка: 5,5 м (макс)
- Артиллерия:
  - 1 × 76-мм/50 Mk 34 (CША), 85°, 50 выстр./мин, дальность 12,8 км, вес снаряда 6 кг;
  - 2 × 2 × 37-мм/63 (СССР), 80°, 160 выстр./мин, дальность 9 км, вес снаряда 0,7 кг;
  - 2 × 2 × 25-мм/80 (СССР), 85°, 270 выстр./мин, дальность 3 км, вес снаряда 0,34 кг.
- Оружие ПЛО:
  - 2 × 24 Hedgehog, дальность 350 м, боевая часть 26 кг;
  - 2 × 3 × 324-мм ТА, противолодочные торпеды Honeywell Mk 46, активно-пассивное самонаведение, дальность до 11 км, скорость 40 уз., боевая часть 44 кг.
- Электронное противодействие:
  - WLR-1C (кроме «Samadikun»);
  - Предупреждение об облучении.
- Двигательная установка:
  - 4 дизеля Fairbanks-Morse 38ND 8 1/8, 9200 л.с., 1 вал (все, кроме «Monginsidi»);
  - 4 дизеля General Motors 16V71 («Monginsidi»).
- Экипаж: 171 чел. (12 офицеров);
- Скорость: 22 уз.
- Дальность плавания: 3000 миль (18 уз.).
- Системы управления огнём:
  - Артиллерия: Mk 70;
  - ПЛО: Mk 105.
- РЛС: 
  - Обзор воздух: Westinghouse SPS-6E, диапазон D, дальность 146 км;
  - Обзор поверхности: Raytheon SPS-5D, диапазон G/H, дальность 37 км;
  - Обзор поверхности: Raytheon SPS-4 («Ngurah Rai»), диапазон G/H band;
  - Навигация: Racal[англ.] Decca 1226, диапазон I;
  - Управление огнём: Lockheed SPG-52, диапазон K.
- ГАС: 
  - EDO («Samadikun»);
  - SQS-45V («Martadinata»);
  - SQS-39V («Monginsidi»);
  - SQS-42V («Ngurah Rai);
  - все внутрикорпусные, активные, средне- и высокочастотные.

## Внешние ссылки
- Claud Jones-class ocean escorts at Destroyer History Foundation
- List of Claude Jones class Destroyer Escorts